# Жуселино Кубичек (мост)
Мостът „Жуселино Кубичек“ (на португалски: Ponte Juscelino Kubitschek), известен и като Мост ЖК (на португалски: Ponte JK) е стоманобетонен висящ мост над езерото Параноа в бразилската столица Бразилия, Федерален окръг. Посредством т.нар. Монументална ос мостът свързва централната градска част с източния бряг на езерото Параноа, където са разположени районите „Лаго Сул“, „Параноа“ и Бразилското международно летище „Президент Жуселино Кубичек“. Дължината на моста е 1200 метра, а конструкцията му има асиметричен модернистичен дизайн, който се състои от три пресичащи се диагонално 62,7-метрови арки, от които в две посоки се спускат стоманени въжета, придържащи платната на моста. Съоръжението е отворено за експлоатация на 15 декември 2002 г. и бързо се превръща в една от емблемите на бразилската столица.
Мостът е кръстен в чест на президента Жуселино Кубичек, който през 50-те години на XX в. решава да премести столицата на страната от Рио де Жанейро във вътрешността на страната. Мостът е проектиран от Алешандре Чан и Марио Вила Верде.

## История
На 28 октомври 1991 г. е представен проектозакон, който изисква от правителството на Федералния окръг да разреши изграждането на нов мост над езерето Параноа в столицата на Бразилия. Проектът на новото съоръжение е избран измежду идеите, представни на национален конкурс през декември 1998 г. Избран е проектът на архитекта Алешандре Чан, който представя мост с три арки, пресичащи се по диагонал, вдъхновен от движението на камък, хвърлен по повърхността на водата. За изграждането на новия мост е определен и бюджет от 40 милиона реала. Архитектурната красота и сложността на конструкцията на моста увеличават впоследствие цената му до 120 милиона реала. Високите разходи са оправдани с желанието на правителството на Федералния окръг за изграждане на съоръжение, което да е на висотата на монументалната архитектура, с която е проектирана и изградена обкръжаващата го среда на бразилската столица.
Първоначално е решено името на новия мост да бъде определено след допитване до обществеността, за което правителството организира конкурс с награден фонд от 2000 реала, обявен на страниците на вестник Корейо Бразилиенсе. Губернатораът Кристовао Буарке сформира спенциална комисия, която подбира предложенията и избира за име на новия мост Понте де Мостейро, което е обявено и на страниците на „Официален вестник на Съюза“. Следващото управление на Федералния окръг обаче променя името на Мост Жуселино Кубичек.

## Конструкция
В изграждането на моста „Жуселино Кубичек“ са вложени 38 900 кубични метра бетон, 12 600 тона стомана в основната конструкция и 1309 тона стомана за поддържащата конструкция. Резултатът е мост с дължина 1200 метра и ширина 24 метра. Пътната част на конструкцията му се състои от две трилентови платна за автомобилно движение в двете посоки и две, отделени с предпазен парапет ленти за пешеходци и велосипедисти, всяка с ширина 1,5 метра. Връхната конструкция на моста стъпва върху четири опорни стълба, чиито фундаменти лежат върху дъното на езерото. Теглото ѝ се поддържа от три асиметрични стоманени арки с височина 62,7 метра, които, кръстосвайки се по диагонал, се впиват в носещите подпори на моста, генерирайки натиск от 3500 тона. От двете страни пътната част на мостовата конструкция е окачена за арките посредством стоманени въжета, редуващи се в две посоки. Изграждането на моста струва 58 милиона щатски долара.